# Enhanced Games

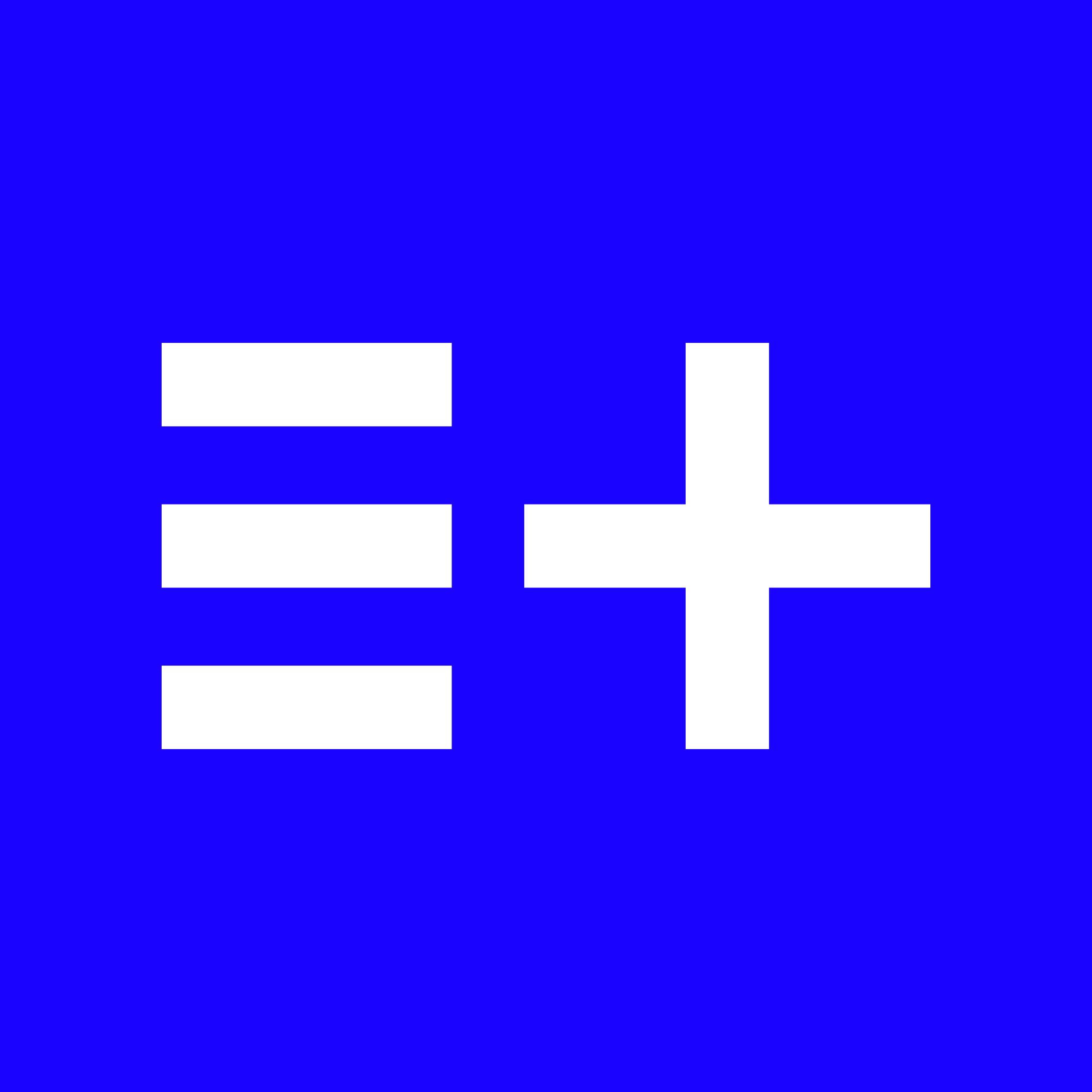
Logo

Die Enhanced Games ist eine geplante Multisportveranstaltung. Sie wurde von Aron D’Souza gegründet und würde es den Athleten ermöglichen, leistungssteigernde Substanzen zu verwenden, ohne sich Dopingkontrollen unterziehen zu müssen. 

## Beschreibung
Der erste Wettbewerb der erweiterten Spiele ist für Mai 2026 in Las Vegas geplant. Sie soll die erste Veranstaltung ihrer Art sein, die leistungssteigernde Mittel unterstützt und nicht den Regeln der Welt-Anti-Doping-Agentur (WADA) folgt. D’Souza behauptet, die Spiele ins Leben gerufen zu haben, weil die Athleten seiner Meinung nach das Recht haben, mit ihrem eigenen Körper zu tun, was sie wollen, und das Internationale Olympische Komitee (IOC) korrupt ist und ihnen nicht genug zahlt.
Pro Veranstaltung werden bei den Enhanced Games Prämien in Höhe von 500.000 US-Dollar ausgeschüttet, bei einem Weltrekord im 100-Meter-Sprint oder über 50 Meter im Schwimmen winkt ein Bonus von einer Million US-Dollar.

## Kritik
Die Reaktionen aus der Welt des Sports, der Wissenschaft und der Medien sind im Allgemeinen negativ, wobei die Kommentatoren die gesundheitlichen Risiken hervorhoben, die mit der Förderung des leistungssteigernden Drogenkonsums verbunden sind.

## Sonstiges
Finanziell unterstützt wird das Format unter anderem von Donald Trump Jr., dem ältesten Sohn des US-Präsidenten, dem Unternehmer Balaji Srinivasan, dem Investor Christian Angermayer und dem Techmilliardär Peter Thiel.